# Carina Jaarneks orkester
Carina Jaarneks orkester var ett dansband från Ronneby , med Carina Jaarnek som sångerska. Det bildades 1989.
År 2000 var man i final i Dansbandslåten med melodin "Minns du hur vi älskade", dock vann den inte tävlingen. 

## Diskografi

### Album
- Carina Jaarneks orkester - 1989
- Hela livet leker - 1994
- Under alla dessa år - 1998
- Carina Jaarneks live -99 - 1999
- Live Collection - 1999

### Singlar
- Man lär så länge man lever/Jag önskar att jag kunde flyga - 1990
- När hela livet leker/Sitter här i regnet - 1994
- Ännu en dag - 1998
- Du är det bästa för mig - 1999
- En liten fågel - 1999

## Melodier på Svensktoppen
- Låt sommaren gunga dig - 1996[3]
- Under alla dessa år - 1999
- Du är det bästa för mig - 1999
- På väg(hem till dig) - 2000
- Minns du hur vi älskade - 2000

### Missade listan
- När kärleken är ny - 1997
- Mina ljusa barndomsminnen - 1998
- Jag vill dela varje dag med dig- 1999
- Ännu en dag - 1999
- Amore mio - 2000

### Fotnoter
1. ↑  ”Svenska dansband - Carina Jaarneks (1992)”. Arkiverad från originalet den 24 september 2015. https://web.archive.org/web/20150924112200/http://www.svenskadansband.se/img3696.search.htm. Läst 15 november 2008.
2. ↑  ”Sångerskan Carina Jaarnek död”. Dagens nyheter. 17 januari 2016. http://www.dn.se/kultur-noje/musik/sangerskan-carina-jaarnek-dod/. Läst 17 januari 2016.
3. ↑  ”Svensktoppen”. Svensktoppen. 26 februari 1996. http://sverigesradio.se/Diverse/AppData/Isidor/files/2023/3492.txt. Läst 18 oktober 2014.